# Краснопільський цвинтар
Краснопільський цвинтар — міський некрополь Дніпра, розташований у селищі Краснопілля. На Алеї невідомих солдатів цвинтаря поховані тимчасово невстановлені загиблі російсько-української війни. Станом на 17 березня 2016 року на цвинтарі поховано 272 вояки, які полягли в АТО.

## Відомі особи, поховані на цвинтарі

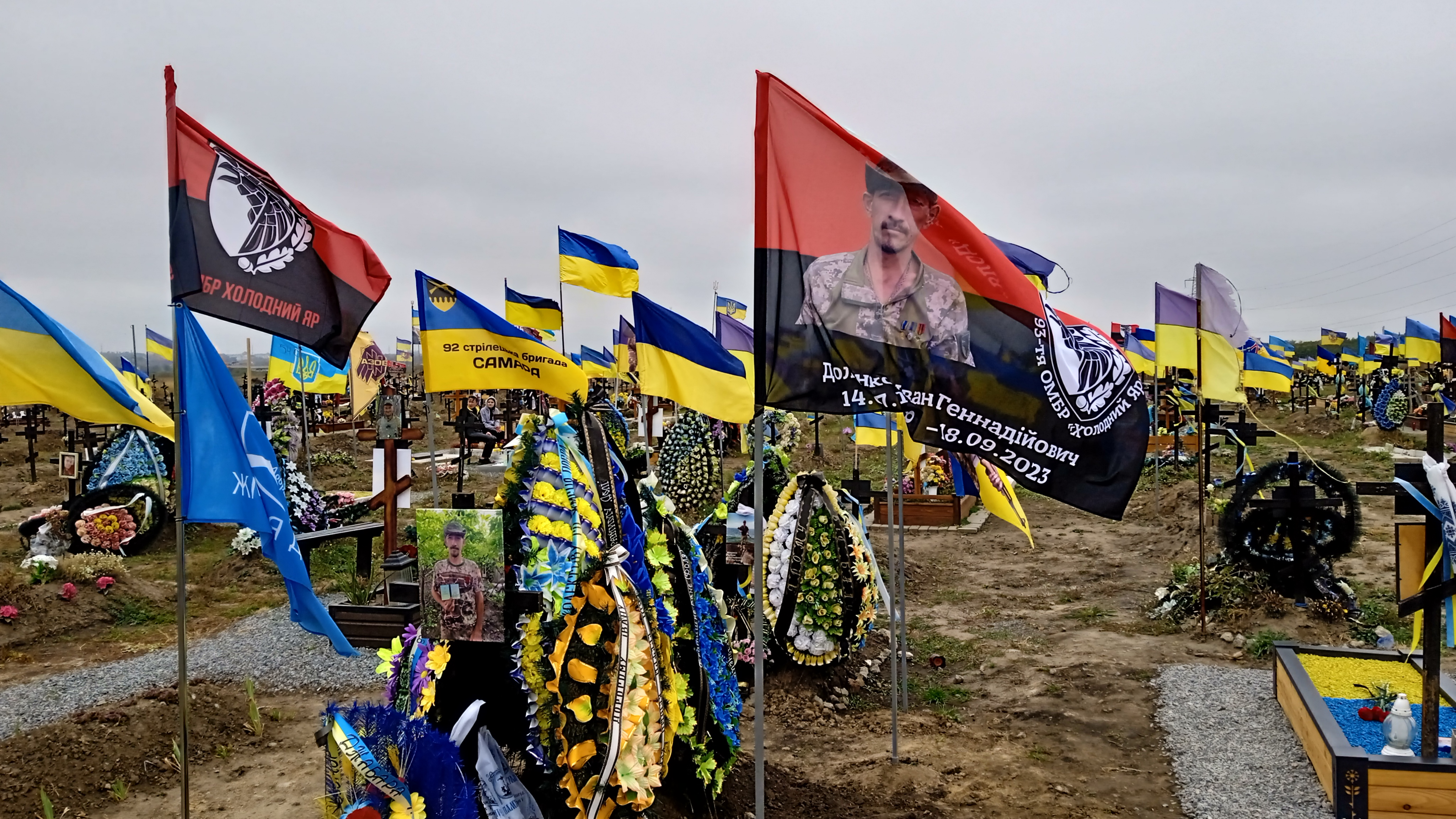

- Лобода Віктор Миколайович — український художник

Українські військовики
- Абашин Герман Едуардович — солдат Збройних сил України.
- Бадіченко Станіслав Сергійович — солдат Збройних сил України.
- Балакшей Микола Миколайович — молодший лейтенант Збройних сил України.
- Бондаренко Артем Анатолійович — старшина Збройних сил України.
- Бублик Олександр Сергійович — молодший сержант Збройних сил України.
- Валах Сергій Вадимович — старший солдат Збройних сил України.
- Василевський Євгеній Євгенійович — майстер-сержант Збройних сил України.
- Власов Ігор Олександрович — солдат Збройних сил України.
- Воронов Сергій Євгенович (військовик) — прапорщик [[[Збройні сили України|Збройних сил України]].
- Гарасимчук Ігор Степанович — молодший сержант Збройних сил України.
- Грабар Віктор Васильович — солдат Збройних сил України.
- Гречаний Олександр Васильович — солдат Збройних сил України.
- Голік Руслан Валерійович — сержант Збройних сил України.
- Губа Яків Миколайович — майор Збройних сил України.
- Гудзовський Марк Сергійович — старший солдат Збройних сил України.
- Гуменюк Микола Олександрович — солдат Збройних сил України.
- Ґудзик Дмитро Васильович — солдат Збройних сил України.
- Данілов Дмитро Анатолійович — старший солдат Збройних сил України.
- Денисов Дмитро Миколайович — майор Збройних сил України.
- Діллер Роман Олександрович — солдат Збройних сил України.
- Дубовик Олександр Сергійович — доброволець, старший солдат Збройних сил України.
- Дятлов Сергій Володимирович — солдат Національної гвардії України.
- Іванов Євген Вікторович (капітан) — капітан Збройних сил України.
- Іщенко Сергій Михайлович — солдат Збройних сил України.
- Жайворонок Богдан Сергійович — солдат Збройних сил України.
- Зранко Дмитро Олексійович — старший солдат Збройних сил України.
- Карпо Сергій Едуардович — молодший сержант МВС України.
- Кириченко Тарас Володимирович — молодший сержант Збройних сил України.
- Коновалов Юрій Іванович — солдат Збройних сил України.
- Колдунов Єгор Олександрович — солдат МВС України.
- Косовчич Юрій Іванович — молодший сержант МВС України.
- Крепець Леонід Петрович — солдат Збройних сил України.
- Курносенко Микола Юрійович — старшина МВС України.
- Куценов Олександр Сергійович — старший солдат Збройних сил України.
- Кушнір Дмитро Анатолійович — солдат Збройних сил України.
- Литвинов Олександр Миколайович — майор Збройних сил України.
- Логвіненко Валентин Леонідович — [Солдат (військове звання)|солдат]] Збройних сил України.
- Локтіонов Владислав Олександрович — солдат Збройних сил України.
- Макаренко Антон Миколайович — молодший сержант Збройних сил України.
- Макаренко В'ячеслав Володимирович — солдат МВС України.
- Матущак Юрій Віталійович — солдат МВС України.
- Міщишин Віталій Анатолійович — старший солдат Збройних сил України.
- Нещерет Сергій Анатолійович — старшина Збройних сил України.
- Норенко Андрій Петрович — солдат Збройних сил України.
- Обидєнніков Ярослав Миколайович — старший сержант Збройних сил України.
- Пермяков Дмитро Олександрович — молодший сержант МВС України.
- Петров Сергій Олександрович — капітан Збройних сил України.
- Подаровський Олег Геннадійович — парамедик окремого медичного батальйону «Госпітальєри» Української Добровольчої Армії.
- Пошедін Максим Віталійович — солдат МВС України.
- Румигін Шаміль Маджидович — солдат Збройних сил України.
- Самишкін Володимир Борисович — солдат МВС України.
- Сердюков Євген Сергійович — молодший сержант Збройних сил України.
- Сєдов Олексій Олексійович — солдат МВС України.
- Соломкін Віталій Олександрович — старший солдат Збройних сил України.
- Татомир Володимир Степанович — молодший сержант Збройних сил України.
- Тімошенков Дмитро Сергійович — солдат  резерву МВС України.
- Ушаков Едуард Анатолійович — солдат  резерву МВС України.
- Халін Володимир Олександрович — старший солдат Збройних сил України.
- Хомчук Олег Васильович — солдат Збройних сил України.
- Цибенко Віктор Миколайович — солдат Збройних сил України.
- Шатайло Михайло Сергійович — старший лейтенант Збройних сил України.
- Шевчук Андрій Сергійович — солдат резерву МВС України.
- Юрковець Ігор Володимирович — молодший сержант Збройних сил України.
- Ярославцев Василь Валентинович — старший солдат Збройних сил України.